# Ovillers-la-Boisselle

Ovillers-la-Boisselle este o comună în departamentul Somme, Franța. În 1 ianuarie 2022 avea o populație de 428 de locuitori.